# سوترو لوپز
سوترو لوپز (انگلیسی: Sotero López؛ زادهٔ ۱۲ اوت ۱۹۷۲) بازیکن فوتبال اهل اسپانیا است.
وی همچنین در تیم ملی فوتبال زیر ۲۱ سال اسپانیا بازی کرده‌است.